# Mahonia gracilipes
Mahonia gracilipes là một loài thực vật có hoa trong họ Hoàng mộc. Loài này được (Oliv.) Fedde mô tả khoa học đầu tiên năm 1902.